# Anidrytus nitidularius
Anidrytus nitidularius är en skalbaggsart som beskrevs av Gerstaecker 1858. Anidrytus nitidularius ingår i släktet Anidrytus och familjen svampbaggar. Inga underarter finns listade i Catalogue of Life.